# Takumi Kamijima
Takumi Kamijima (上島 拓巳 Kamijima Takumi?, Chiba, 5 de febrero de 1997) es un futbolista japonés que juega como defensa en el Avispa Fukuoka de la J1 League.

## Trayectoria
En 2020 se unió al Avispa Fukuoka.

## Clubes
| Club                    | País  | Año       |
| ----------------------- | ----- | --------- |
| Kashiwa Reysol          | Japón | 2019-2022 |
| Avispa Fukuoka (cedido) | Japón | 2020      |
| Yokohama F. Marinos     | Japón | 2023-2024 |
| Avispa Fukuoka          | Japón | 2025-     |

## Palmarés

### Títulos nacionales
| Título             | Club                | País  | Año  |
| ------------------ | ------------------- | ----- | ---- |
| Supercopa de Japón | Yokohama F. Marinos | Japón | 2023 |